# Чемпионат России по греко-римской борьбе 2005
Чемпионат России по греко-римской борьбе 2005 года прошёл в Саранске с 21 по 23 января.

## Медалисты
| Категория | Золото                           | Серебро                           | Бронза                                                    |
| --------- | -------------------------------- | --------------------------------- | --------------------------------------------------------- |
| до 50 кг  | Артур Мирзаханян Нижний Новгород | Баатр Очиров Москва               | Игнад Гафаров Астрахань                                   |
| до 55 кг  | Максим Мордвинов Иркутск         | Назир Манкиев Красноярский край   | Сергей Петров Пермь Виктор Кораблёв Москва                |
| до 60 кг  | Максим Карпов Мордовия           | Александр Чехиркин Ростов-на-Дону | Андрей Таранда Хабаровск Алексей Шевцов Москва            |
| до 66 кг  | Сергей Коваленко Санкт-Петербург | Сергей Кунтарев Курган            | Александр Парфилькин Мордовия Николай Барабан Краснодар   |
| до 74 кг  | Алексей Глушков Москва           | Михаил Иванченко Москва           | Олег Бердинских Тюмень Андрей Деманкин Москва             |
| до 84 кг  | Алексей Мишин Мордовия           | Левани Кезевадзе Москва           | Дмитрий Оралов Красноярск Эльдар Гудов Кабардино-Балкария |
| до 96 кг  | Александр Меньщиков Курган       | Василий Теплоухов Новосибирск     | Асланбек Хуштов Красноярск Станислав Родионов Самара      |
| до 120 кг | Юрий Патрикеев Краснодар         | Эльдар Иванов Кабардино-Балкария  | Максим Зимин Самара Александр Черниченко Москва           |